# Aigne
Aigne – miejscowość i gmina we Francji, w regionie Oksytania, w departamencie Hérault. Przez miejscowość przepływa rzeka Cesse. 
Według danych na rok 1990 gminę zamieszkiwało 209 osób, a gęstość zaludnienia wynosiła 19 osób/km² (wśród 1545 gmin Langwedocji-Roussillon Aigne plasuje się na 702. miejscu pod względem liczby ludności, natomiast pod względem powierzchni na miejscu 699.).